# Lourdes
Lourdesⓘ (wym. [luʁd], uproszczona: lurd) – miasto i gmina w południowo-zachodniej Francji, u podnóża Pirenejów, nad rzeką Gave de Pau, w regionie Oksytania, w departamencie Pireneje Wysokie.
Według danych na rok 1990 gminę zamieszkiwało 16 300 osób, a gęstość zaludnienia wynosiła 441 osób/km² (wśród 3020 gmin regionu Midi-Pireneje Lourdes plasuje się na 14. miejscu pod względem liczby ludności, natomiast pod względem powierzchni na miejscu 195.).

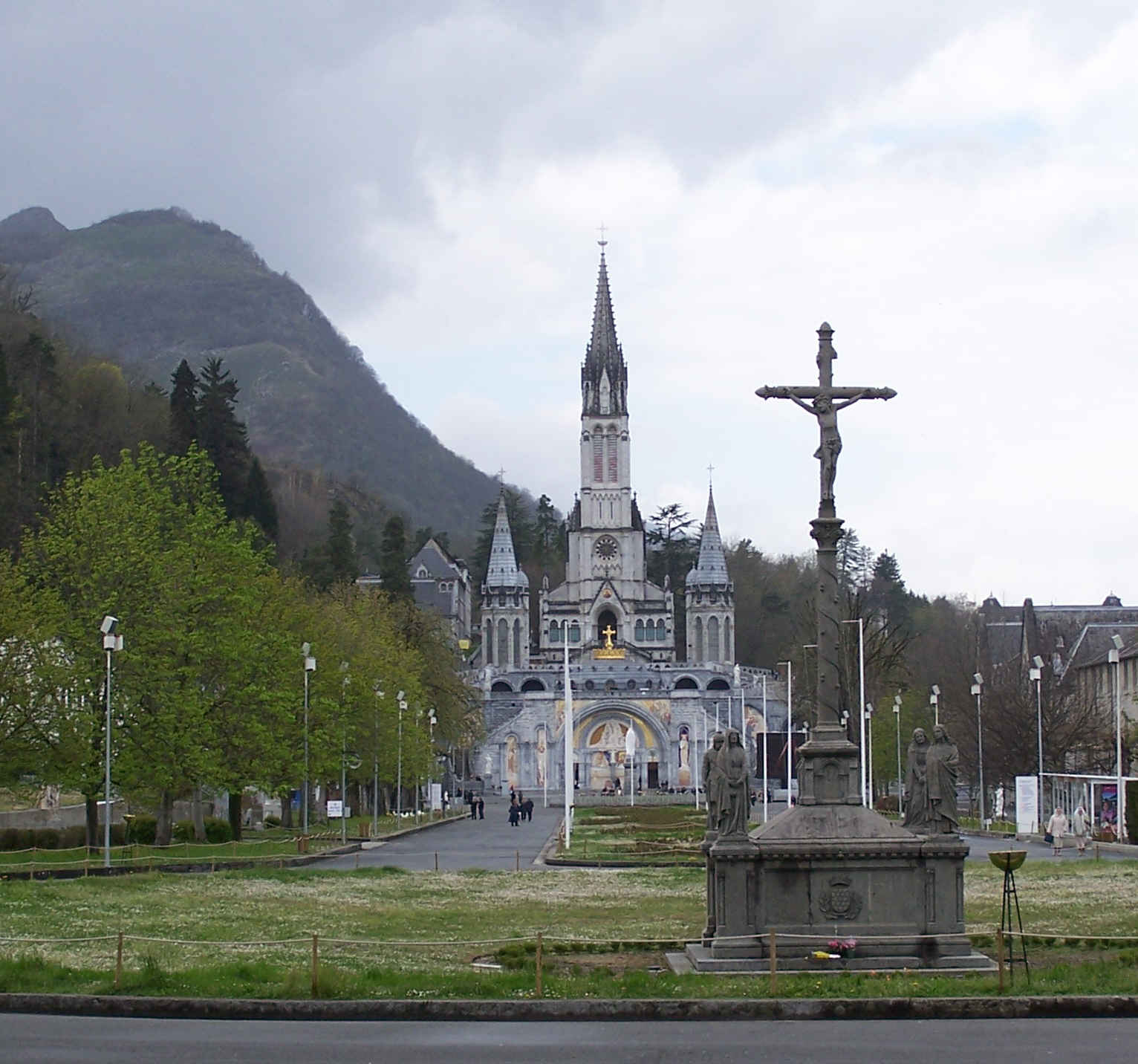
Sanktuarium maryjne w Lourdes

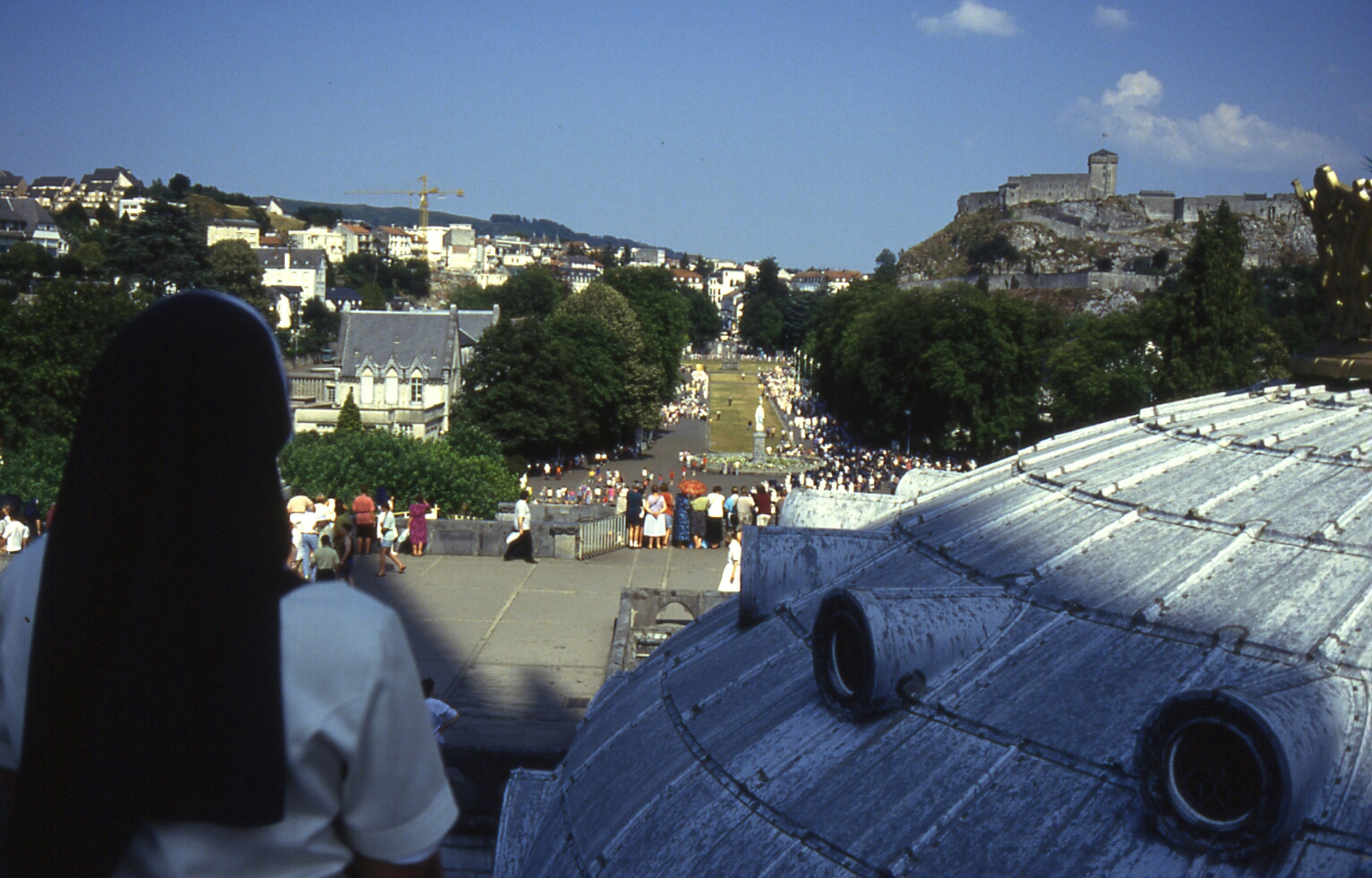
Lourdes 1994

Największy we Francji i jeden z największych na świecie ośrodków kultu maryjnego i cel pielgrzymek, odwiedzany rocznie przez 6 mln osób z całego świata (w okresie od marca do października). Według nauki Kościoła rzymskokatolickiego 11 lutego 1858 r. przy jaskini Massabielle 14-letniej Bernadecie Soubirous objawiła się Matka Boża, przedstawiając się jej w miejscowym dialekcie: «Que soy era Immaculada councepciou» – «Jestem Niepokalane Poczęcie». W 1874 w tym miejscu ustawiono statuę Matki Bożej z Lourdes, następnie neogotycką bazylikę. Sama Bernadette Soubirous wstąpiła w 1866 roku do klasztoru Nevers, a w 1933 r. została kanonizowana.
Lourdes ma rozwiniętą infrastrukturę pielgrzymkowo-turystyczną (kilkadziesiąt tysięcy miejsc noclegowych). W mieście jest wiele zabytków, m.in. zamek z XIV wieku, dwupoziomowy kościół z drugiej połowy XIX wieku, neobizantyjski kościół Różańcowy z końca XIX wieku, podziemna bazylika św. Piusa X.
Od 1990 r. Lourdes utrzymuje partnerskie stosunki z Częstochową. W miejscowości znajduje się stacja kolejowa Gare de Lourdes.

## Miasta partnerskie
- Częstochowa, Polska
- Einsiedeln, Szwajcaria
- Fatima, Portugalia